# Paolo Ormi
Paolo Ormi (Firenze, 14 maggio 1936 – Roma, 10 giugno 2013) è stato un direttore d'orchestra, arrangiatore e pianista italiano.
Attivo principalmente in televisione, ha curato le musiche di importanti varietà della Rai collaborando per lungo tempo con Gianni Boncompagni, con il quale ha scritto fra gli altri il noto brano di Raffaella Carrà Tanti auguri. Ha realizzato anche colonne sonore per film e pubblicato vari album.

## Biografia
Diplomatosi al Conservatorio in pianoforte, ha iniziato a lavorare come arrangiatore a Parigi, collaborando negli anni settanta con diversi artisti tra cui Frank Sinatra, Aretha Franklin, Patty Pravo, Claudio Baglioni, Raffaella Carrà, Rita Pavone, Tony Renis, Nada, Gabriella Ferri e Shel Shapiro. Tornato in Italia ha avviato una fortunata e duratura collaborazione con la RAI, dove nel corso della sua carriera ha diretto le orchestre e curato la parte musicale e le sigle di programmi come Discoring, Patatrac, Domenica in, Illusione, Pronto, Raffaella?, Canzonissima, Millemilioni fino ad approdare al Festival di Sanremo, partecipando a tre edizioni.
Legato artisticamente a Gianni Boncompagni, con il quale ha scritto diversi successi musicali come Tanti auguri di Raffaella Carrà, o brani come Fiesta; ha poi curato le musiche di Non è la Rai, trasmissione Fininvest diretta dal regista per il quale ha anche arrangiato le compilation tratte dal varietà, e gli spin off Bulli e pupe, Rock & Roll e Primadonna. Nel 2000 ha realizzato le musiche di Gian Burrasca, miniserie di Canale 5. Insieme a Boncompagni ha ideato anche il singolo Guapa, sigla di Discoring con il ballo di Gloria Piedimonte, pubblicato come Bus Connection nel 1978. Ha realizzato lui nel 1993 la cover della sigla per la trasmissione La cena è servita.
Nel corso della sua carriera ha realizzato anche colonne sonore per film come Il pap'occhio ('80) di Renzo Arbore, Il... Belpaese ('77), Madness - Gli occhi della luna ('71) e Provaci anche tu Lionel ('73), e ancora pellicole come Lo strano vizio della signora Wardh ('71), Dolce calda Lisa ('80), Mare/amore - Frammenti di storie d'amore ('85). Non ha trascurato l'orchestra sinfonica, avendo diretta, tra le altre, quella di Parigi, di Monte Carlo e Metropolitan di New York, e ha pubblicato vari LP accreditati a suo nome.
È morto il 10 giugno 2013 a causa di un collasso cardiaco.

## Discografia

### Album in studio
- 1973 - P.O.X. Sound 2 (RCA International, INTI 1579)
- 1974 - Tastiere (Jubal SRL, JUB 2)
- 1976 - Rrssone (Red Redford Sound System One) (EMI, 3C 064-18136)
- 1987 - Love Me Your Way (Cheope, Lpch 100-a)
- 1990 - Divertente (Orbiter Music, OM 001)
- 1992 - Relax (Orbiter Record, CD-XOR 010)

### Singoli
- 1968 - Toutankhamon's Theme/Cairo-Boo-Goo-Loo (Paolo Ormi e la sua Orchestra) (DET Recording, DTP 29, Promo)  (lato B: musica di Yannis Spanos)
- 1970 - Patti Pravo: Per te/Il mio fiore nero (RCA Italiana, PM 3528) (arrang. lato A)
- 1970 - Patti Pravo: La solitudine/1941 (RCA Italiana, PM 3541) (arrang.)
- 1970 - Patti Pravo: Non andare via/Un poco di pioggia (RCA Italiana, AN 3558) (arrang. lato B)
- 1970 - Valeria Mongardini: Si Supieras, Amor Mio/Mujer Americana (Adios Ciudad Vieja) (con Paolo Ormi y su Orquesta) (RCA Victor, 31A-1770) (lato B: cover in spagnolo di American Woman dei Guess Who)
- 1971 - Patti Pravo: Tutt'al più/Chissà come finirò (RCA Italiana, AN 3571) (arrang. lato B)
- 1971 - Dino Cassio e i Brutos: Uffà, nun me scuccià/Le mele (Zeus, BC 4003)
- 1971 - Aldo Donati: Ti troverò lassù/Fiori blu (Roch Records, FM 11000) (arrang.)
- 1971 - Spiaggia Libera/Ciao amore mio (Paolo Ormi e la sua Orchestra) (RCA Original Cast, OC 18) (sigla della trasmissione radiofonica RAI Spiaggia libera)
- 1971 - Raffaella Carrà: Chissà chi sei/Dudulalà (RCA Italiana, PM 3581)
- 1971 - Rita Pavone: La suggestione/Se.. casomai (RCA Italiana, PM 3585) (lato A: Paolo Ormi e la sua Orchestra)
- 1971 - Claudio Baglioni: Io, una ragazza e la gente/...E ci sei tu (arrang. lato B) (RCA Italiana, PM 3587)
- 1971 - Renzo Montagnani & Mariolina Cannuli: Ciao, Amore Mio (Sun Down) (Paolo Ormi piano e Orchestra) (RCA Italiana, PM 3590)
- 1971 - Carmen Villani: Come Stai/Scusa Se... Lui... (Paolo Ormi e la sua Orchestra) (RCA Italiana, PM 3590)
- 1971 - Raffaella Carrà: Maga Maghella/Papà (Paolo Ormi e la sua Orchestra) (RCA Italiana, PM 3630)
- 1972 - Rita Pavone: Amici mai/Magari poco ma ti amo (RCA Italiana, PM 3640) (lato B: Paolo Ormi e la sua Orchestra)
- 1972 - Miguel Tottis (come Enrico Chiari y su Conjunto): Tú Eres Tú (Tu Sei Tu)/Un Adiós No Es La Partida (Così è la vita) (con Paolo Ormi y su Orquesta) (RCA Victor, RCA – 3-10938)
- 1972 - Tema dal film "Il Padrino"/Papà (Paolo Ormi al pianoforte e la sua Orchestra) (RCA Italiana, PM 3665) (tema dal film omonimo)
- 1972 - Cocco secco (Paolo Ormi e la sua Orchestra) (RCA Italiana, PM 3666)
- 1972 - Raffaella Carrà: Te Matare (T'Ammazzerei)/Hace Apenas Un Mes (Era Solo Un Mese Fa) (con Paolo Ormi y su Orquesta) (RCA Victor, 31A-2303 / RCA Victor, PM-3687)
- 1973 - Colonnello Buttiglione/Avanti con il destr... Avanti col sinistr... (Orchestra Paolo Ormi) (RCA Original Cast, OC 40) (colon. sonor. film Un ufficiale non si arrende mai nemmeno di fronte ...)
- 1974 - Raffaella Carrà: Rumore/Mi viene da piangere (CGD, CGD 2730) (arrang. lato B)
- 1974 - Raffaella Carrà: Felicità tà tà/Il guerriero (CGD, CGD 2731) (come autore/arrangiatore con la sua Orchestra)
- 1976 - Scandalo Al Sole (A Summer Place)/Wind (Red Redford Sound System One) (Columbia/EMI, 3C 006 18101)
- 1976 - Life/Top (Sweet Company) (Atlantic, T 10848)
- 1977 - The Impeachment/Grape Grapp (Red Redford Sound System One) (Odeon, 3C 006 18234)
- 1977 - Superdance/Baby What's A Matter With You (Bus Connection) (Bus Production, BUS 9208) (sigla finale della trasmissione tv Discoring: prima stagione 1977)
- 1977 - Milk and Coffee: Good Bye S. Francisco/Pugni Dollari & Spinaci (Bus Production, BUS 10035)   (brano da colonna sonora film Pugni dollari & spinaci)
- 1978 - Raffaella Carrà: Tanti auguri/Amoa (CBS, CBS 6133) (come autore/arrangiatore) - sigla di Ma che sera.
- 1978 - Guapa/Spanish Trap (Bus Connection) (Bus Production, BUS 10053) (sigla d'apertura Discoring: seconda stagione *1978)
- 1978 - Ritmo/Ritmo dance (con G. Boncompagni) (FIAT, F 1)
- 1978 - Beryl: Charlie/Black Key (Monky Studio)
- 1980 - Raffaella Carrà: Pedro/Maria Marì (CBS, CBS 8618)
- 1981 - Trix: Patatrac/C'est La Vie (Baby Records, BR 50257) (sigla trasmissione RAI Patatrac)
- 1982 - Illusione/Se Penso A Te (Paolo Ormi e la sua Orchestra) (Ricordi, SRL 10971) (sigle dell'omonima trasmissione RAI e delle prime edizioni del Maurizio Costanzo Show su Rete 4)
- 1985 - Che cannonata/Tema di Alessandra (CGD, 2C 10652) (sigla della trasmissione RAI Pronto, chi gioca?)

### Collaborazioni/compilation
- 1970 - Patty Pravo: Patty Pravo (RCA Italiana, PSL 10461)
- 1971 - Mal:  Mal (Paolo Ormi e la sua Orchestra) (RCA Italiana, PSL 10493)
- 1971 - Nicola Di Bari: Nicola Di Bari (Paolo Ormi e la sua Orchestra) (RCA Italiana, PSL 10494)
- 1971 - Raffaella Carrà: Raffaella Carrà (Paolo Ormi e la sua Orchestra) (RCA Italiana, PSL 10518)
- 1971 - Raffaella Carrà: Raffaella (RCA Italiana, PSL 10498)
- 1973 - Raffaella Carrà: Scatola a sorpresa (CGD, 69048)
- 1974 - Raffaella Carrà: Milleluci (CGD, CGD 69072)
- 1974 - Cico (aka Formula 3): Notte (CBS, 69085) (come musicista di keyboards, percussion)
- 1977 - Hedycrum: Kiss Me/Walking (Celluloide, C 8003) (autore come Red Redford)
- 1977 - Tommy e Marco (Tommaso Battistoni e Marco Perfetti): Piccolissimo (Bus Production, BUS 82005)
- 1993 - Le Ragazze di "Non è la Rai": Non è la Rai (RTI Music, RTI 1030-2) (colonna sonora programma tv omonimo)
- 2000 - Jimmy Fontana: La bamba (Paolo Ormi e la sua Orchestra) (DV More, CDDDV 5650)
- 2001 - Nora Orlandi: Lo strano vizio della signora Wardh (Cinedelic, CHLP 1003 / Hexacord, CHLP 1003) (colonna sonora film omonimo)
- 2008 - Teddy Reno: Se questo non è amore (CNI Music, 8026467555114) (come arrangiatore assieme a Victor Bach)
- 2010 - Tango y Milonga (25 Argentinian Tango Classics) (Believe Digital)
- 2010 - Let's swing
- 2016 - Autori vari: Esterno Notte vol. 2 (Four Flies Records, FLIES 05) (brano da colonna sonora film Provaci anche tu, Lionel)
- 2017 - Raffaella Carrà: Raffaella Carrà (Sony Music, 88985466732)